# 마거릿 매퀘이드

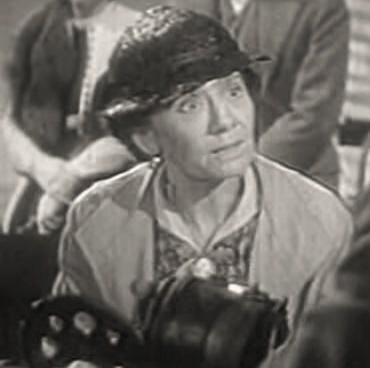

마거릿 매퀘이드(영어: Margaret McWade, 1871년 9월 3일 ~ 1956년 4월 1일)는 미국의 배우이다.
일리노이주에서 태어났으며 로스앤젤레스에서 사망하였다.

## 영화
- 평범한 여인의 행복 (1954년)
- 비숍스와이프 (1947년)
- 아이 두드 잇 (1943년)
- 데인저-러브 앳 워크 (1937년)
- 테오도라 고즈 와일드 (1936년)
- 잃어버린 세계 (1925년) - 첼린저 부인 역
- 더 풀리쉬 메이트런스 (1921년)